# District hospitalier de Laponie
Le District hospitalier de Laponie (finnois : Lapin sairaanhoitopiiri, sigle LSHP) est un district hospitalier de la Laponie.

## Présentation
En 2019, le district emploie 1782 permanent dont 181 médecins et 100-200 personnels temporaires.	
La population du district est de 117 360 habitants au 31 décembre 2018.
Chaque année, le district accueille environ 1 800 000 voyageurs.

## Municipalités membres
Les municipalités membres de LSHP sont:
- Enontekiö
- Inari
- Kemijärvi
- Kittilä
- Kolari
- Muonio
- Pelkosenniemi
- Pello
- Posio
- Ranua
- Rovaniemi
- Salla
- Savukoski
- Sodankylä
- Utsjoki

## Hôpitaux
Les établissements hospitaliers de LSHP sont:
- Hôpital central de Laponie, Rovaniemi
- Hôpital universitaire, Oulu